# Kolachal
Kolachal (o Kolachel) è una suddivisione dell'India, classificata come municipality, di 23.535 abitanti, situata nel distretto di Kanyakumari, nello stato federato del Tamil Nadu. In base al numero di abitanti la città rientra nella classe III (da 20.000 a 49.999 persone).

## Geografia fisica
La città è situata a 8° 10' 0 N e 77° 15' 0 E al livello del mare.

## Società

### Evoluzione demografica
Al censimento del 2001 la popolazione di Kolachal assommava a 23.535 persone, delle quali 11.902 maschi e 11.633 femmine. I bambini di età inferiore o uguale ai sei anni assommavano a 2.589, dei quali 1.300 maschi e 1.289 femmine. Infine, coloro che erano in grado di saper almeno leggere e scrivere erano 17.926, dei quali 9.235 maschi e 8.691 femmine.